# World Team Challenge 2012
World Team Challenge 2012 var den 11:e upplagan av skidskyttetävlingen som avgjordes den 29 december 2012 inne på och strax utanför fotbollsstadion Veltins-Arena i Gelsenkirchen, Tyskland.
Tio lag med tjugo tävlande från nio olika europeiska länder ställde upp i tävlingen.
De regerande vinnarna från 2011 var Kaisa Mäkäräinen och Carl Johan Bergman. Detta år vann Ryssland med Anton Sjipulin och Jekaterina Jurlova.
I Sverige sändes tävlingen i SVT.

## Resultat
| Placering | Namn                                             | Land            | Tid (min) |
| --------- | ------------------------------------------------ | --------------- | --------- |
| 1         | Anton Sjipulin och Jekaterina Jurlova            | Ryssland        | 32:24,0   |
| 2         | Martin Fourcade och Marie Dorin Habert           | Frankrike       | +0:07,3   |
| 3         | Lars Helge Birkeland och Fanny Welle-Strand Horn | Norge           | +0:08,0   |
| 4         | Andreas Birnbacher och Andrea Henkel             | Tyskland        | +0:14,7   |
| 5         | Jakov Fak och Teja Gregorin                      | Slovenien       | +0:24,0   |
| 6         | Michael Greis och Franziska Hildebrand           | Tyskland        | +0:42,6   |
| 7         | Carl Johan Bergman och Kaisa Mäkäräinen          | Sverige Finland | +0:44,9   |
| 8         | Serhij Sednev och Viktoria Semerenko             | Ukraina         | +0:48,7   |
| 9         | Niklas Homberg och Laura Dahlmeier               | Tyskland        | +2:19,7   |
| 10        | Tim Burke och Susan Dunklee                      | USA             | +2:34,7   |